# George Scott (major)
Pour les articles homonymes, voir George Scott (homonymie) et Scott.
George Scott est un officier de l'armée britannique stationné en Acadie qui a combattu pendant la guerre du père Le Loutre et la Guerre de Sept Ans.

## Biographie
Scott a tout d'abord fait partie du 40e régiment d'infanterie depuis 1746. Devenu capitaine en 1751, il prend le commandement du fort Lawrence en 1753. Il a pris contact avec l'espion Thomas Pichon. Scott a quitté le commandement du fort Lawrence à l'automne de 1754. Des préparatifs étaient alors déployés pour une attaque sur le fort Beauséjour, et il est nommé commandant de l'un des deux bataillons de troupes de Massachusetts de William Shirley ; (John Winslow a été nommé à l'autre). Il joua un rôle considérable dans le bref siège. Quand Monckton a quitté Beausejour en novembre, Scott a été laissé aux commandes dans la région de Chignecto.
Le commandant des troupes légères était le major George Scott, un officier du 40e régiment d'infanterie du major général Peregrine Thomas Hopson, qui connaissait bien les tactiques de la petite guerre. Des ordres émis le 12 mai 1758, mentionnaient que  « les rangers et l'infanterie légère, désignés comme les rangers, seront commandés par le Major Scott. » Il devait servir avec distinction pendant le siège de siège de Louisbourg de 1758. Il a également participé à la campagne de la rivière Petitcodiac et le long du fleuve Saint-Jean à l'automne 1758. L'année suivante, il est avec le major général James Wolfe au siège de Québec (1759).

## La Côte-du-Sud
Après l'échec de la bataille de Beauport; Wolfe écrit le 22 août: « J'ai l'intention de brûler tous les édifices et les récoltes de l'ennemi sur la Côte-du-Sud.» C'est au major George Scott que sera confié le commandement de cette expédition. Le 1er septembre, Scott et un détachement de 1600 rangers et d'infanterie légère sous son commandement, s'embarquent à la Pointe-Lévy à destination de l'île Madame. Le 3 septembre, ils débarquent à l'île Madame et le 6, ils franchissent le fleuve. Le lendemain, à 21 h, Scott et ses hommes jettent l'ancre en face de Kamouraska. Le 8 septembre, Scott amorce le débarquement de sa troupe, environ trois milles à l'est de l'église de Kamouraska. Le 19, Scott écrit dans son rapport qu'il a marché en tout 52 milles de Kamouraska jusqu'au camp britannique sur l'île d'Orléans, et brûlé « 998 bons édifices, deux sloops, deux schooners, dix chaloupes, plusieurs bateaux et petites voiles, fait 15 prisonniers (six femmes et cinq enfants), tué cinq ennemis, contre un soldat régulier blessé, deux Rangers tués et 4 autres Rangers blessés. » À la mi-septembre, le camp britannique rapportait avoir détruit « plus de 1 400 fermes » dans les campagnes québécoises, sur les deux rives le long du fleuve. Joseph Goreham avait également dévasté la rive nord et une partie de la rive sud.

## 1760 vers Montréal
En 1760 le major Scott reçut l'ordre le 21 août du général Murray de faire une offensive avec environ 300 hommes pour neutraliser la paroisse de Sorel, seul endroit sur la rive sud du fleuve dont les citoyens avaient pris les armes et fortifié l'endroit, comprenant 150 soldats réguliers et des miliciens. Le curé fit creuser des retranchements ainsi qu’une redoute surélevée pour y monter quelques vieux canons. Les retranchements étaient concentrés autour de l'église. La flotte anglaise fut retardée quelque temps par une chaîne que les villageois avaient installée pour bloquer le chenal. 32 maisons furent rasées; plusieurs proclamations furent affichées sur les maisons laissées intactes; les canadiens durent abandonner les combats et se retirer à l'intérieur des terres mais refusèrent de se rendre et être désarmés. Plusieurs soldats des troupes régulières qui avait marié des canadiennes désertèrent et retournèrent chez eux pour continuer leurs vies dans la vallée du fleuve Saint-Laurent.